# Mara Abbott
Mara Abbott (Boulder, Colorado, 14 de noviembre de 1985) es una ex-ciclista estadounidense. Ganadora de dos Giros de Italia Femeninos -incluyendo 6 etapas- es considerada una de las mejores escaladoras del ciclismo femenino junto a la también estadounidense Evelyn Stevens y a la británica Emma Pooley.
Tras problemas psicológicos sufridos en 2011 decidió centrarse en el calendario ciclista estadounidense (mayoritariamente amateur) y solo competir fuera en contadas ocasiones. De hecho apenas está más de 1 mes fuera de su país por esas circunstancias con el Giro de Italia Femenino como mayor, y a veces único, objetivo.

## Biografía

### De la natación al ciclismo
Durante su juventud principalmente practicaba natación.

### Progresión como profesional
Debutó como profesional en 2008 en el equipo germano-estadounidense del Team Columbia tras haber logrado en 2007 el Campeonato de Estados Unidos en Ruta y el segundo puesto en La Coupe du Monde Cycliste Féminine de Montréal (prueba canadiense puntuable para la Copa del Mundo) donde solo fue superada por Fabiana Luperini.
En sus primeros años como profesional mantuvo una gran regularidad, sobre todo en carreras por etapas logrando el top-ten en lo que a pruebas profesionales se refiere en la Gracia-Orlová 2008, Mt. Hood Cycling Classic 2008, Giro del Trentino Alto Adige-Südtirol 2008, Giro della Toscana Int. Femminile-Memorial Michela Fanini 2008, Iurreta-Emakumeen Bira 2009, Giro de Italia Femenino 2009 -segunda- y Giro della Toscana Int. Femminile-Memorial Michela Fanini 2009. En lo que a pruebas de un día se refiere destacó en el Campeonato de Estados Unidos Contrarrloj 2008, Flecha Valona Femenina 2009, Durango-Durango Emakumeen Saria 2009 y Campeonato de Estados Unidos en Ruta 2009. Sin embargo, solo obtuvo victorias parciales (en etapas).

### Primer Giro Donne y posterior depresión
A pesar de sus buenos resultados prefirió volver a Estados Unidos en el equipo amateur del Peanut Butter & Co. TWENTY12 para estar cerca de casa. Dicho equipo la garantizaba más libertad y un calendario centrado en carreras estadounidenses sabiendo que podría correr carreras importantes europeas con su selección e incluso con su equipo debido a que contaba con ella en sus filas y podía ser invitado.
De hecho solo corrió dos carreras en Europa logrando la segunda posición en el Tour de l'Aude Femenino y la victoria en el Giro de Italia Femenino (también llamado Giro Donne) convirtiéndose en la primera estadounidense en lograrlo.
En 2011 fichó por el equipo profesional italo-estadounidense del Diadora-Pasta Zara. Sin embargo a largo de ese año se vio envuelta en una depresión y anorexia debido a la falta de adaptación al ciclismo profesional europeo que la hicieron abandonar el deporte en 2012. Solo corrió dos carreras en Europa, concretamente en Italia, el Trofeo Alfredo Binda-Comune di Cittiglio donde abandonó y en el Giro de Italia Femenino donde fue décima siendo esa su última carrera profesional de la temporada en junio. En el mes siguiente corrió la prueba amateur de la Cascade Classic, que ganó, dando por terminada su temporada debido a los problemas mencionados.

### Segundo Giro Donne
A finales del 2012 anunció su vuelta pero de nuevo en el humilde equipo profesional totalmente estadounidense del Exergy TWENTY16 (anterior Peanut Butter & Co. TWENTY12) con el objetivo de recuperar su nivel anterior.
Su vuelta al profesionalismo no pudo ser más satisfactoria, tras destacar en el calendario estadounidense fue seleccionada por su país para disputar el Giro de Italia Femenino (su última prueba en Europa fue el Giro de Italia Femenino 2011) donde, a pesar de no ser una de las favoritas, destacó ganando las dos etapas montañosas que hicieron que ganase la prueba con una amplia ventaja.

### Giro Donne 2014: fuera del podio por maniobras antideportivas hacia ella
Al año siguiente volvió de nuevo a otro equipo profesional de su país, esta vez al recién creado UnitedHealthcare Professional Cycling Team, y su director Mike Tamayo quien ya dirigió a Mara en la Selección de Estados Unidos le dio total libertad para programar sus entrenamientos y carreras a disputar. Se puede decir que fue su inicio de temporada más internacional tras sus problemas psicológicos corriendo carreras en Argentina y El Salvador consiguiendo 3 victorías en El Salvador. Aunque de nuevo mostró reticencias en correr en Europa siendo su primera carrera en dicho continente el Giro de Italia Femenino. A pesar de ello salió de clara favorita para la prueba italiana debido a que el recorrido le favorecía a sus características de gran escaladora con apenas 2 km contrarreloj en la primera etapa y dos finales en alto duros en las dos últimas etapas: San Domenizo di Varzo y Madonna del Ghisallo, respectivamente.
Sin embargo, las corredoras del Rabo Liv Women Cycling Team -lideradas por Marianne Vos (ganadora de 4 etapas), Pauline Ferrand-Prevot, Anna van der Breggen y Annemiek van Vleuten (ganadora de 2 etapas)- rompieron la carrera en la primera etapa rompepiernas intentando distanciar a Abbott debido a sus cualidades de mucho mejores rodadoras que la estadounidense, igualando la misma táctica que hicieron un mes antes en la Emakumeen Bira (en la que coparon las 3 posiciones del podio). Abbott se defendió de dichos ataques y se encontraba en la sexta posición a 3 minutos del primer puesto y a 2 del podio a falta de las dos etapas finales decisivas. No obstante, su inferioridad numérica respecto a las corredoras del equipo neerlandés era más que evidente ya que tenían cinco corredoras entre las ocho primeras, las antes mencionadas y Katarzyna Niewiadoma que se había colocado séptima gracias a una fuga. En la primera de ellas pudo recortar la mitad de esa diferencia respecto al liderato y se quedó a apenas 20 segundos del podio que lo copaban tres corredores del Rabo Liv -Vos, Ferrand-Prevot y Van Der Breggen-. En la última etapa Mara fue encerrada y "encunetada" (llevada al arcén para evitar que rodase cómoda) por esas 3 corredoras imposibilitando sus ataques no pudiendo avanzar ningún puesto y teniéndose que conformar con la cuarta posición.

#### Reacciones
A pesar de que los medios especializados no diesen mucha importancia al movimiento antideportivo de los corredoras del Rabo Liv diversas ciclistas a través de las redes sociales denunciaron este hecho. La primera fue Valentina Scandolara pidiendo que se respetase a las competidoras seguida de la ciclocrosista Katherine Compton que fue mucho más dura denunciando un "Euro-bloqueo" dando a entender que es una maniobra típica de las corredoras europeas. Hay que mencionar que Compton disputa carreras donde puede ser habitual bloquear a los ciclistas debido a los caminos estrechos del ciclocrós y que ha coincido varias veces en esa disciplina con Marianne Vos.

### Fichaje por el Wigle Honda, de nuevo oportunidad en Europa
En 2015 decidió volver a un equipo europeo para realizar la temporada completa en Europa. Para ello firmó por el Wiggle Honda. Mara declaró que "Estoy muy emocionada de correr una temporada completa en Europa el próximo año, y Wiggle Honda me está ofreciendo el escenario perfecto para hacerlo".

## Palmarés
2007 (como amateur)
- Campeonato de Estados Unidos en Ruta

2008
- 1 etapa de la Mt. Hood Cycling Classic
- 1 etapa del Tour de Feminin-Krásná Lípa
- 2.ª en el Campeonato de Estados Unidos Contrarreloj
- 1 etapa del Giro della Toscana Int. Femminile-Memorial Michela Fanini

2009
- 2.ª en el Giro de Italia Femenino, más 1 etapa y clasificación de la montaña

2010 (como amateur)
- Tour de Gila
- 2.ª en el Tour de l'Aude Femenino, más 1 etapa
- 3.ª en el Campeonato de Estados Unidos Contrarreloj
- Campeonato de Estados Unidos en Ruta
- Giro de Italia Femenino , más 2 etapas

2013
- Tour de Gila
- Giro de Italia Femenino , más 2 etapas y clasificación de la montaña

2014
- Tour de Gila
- Gran Premio de Oriente
- Vuelta a El Salvador, más 1 etapa

2015
- Tour de Gila, más 2 etapas
- 2.ª en el Giro de Italia Femenino, más 1 etapa

2016
- Tour de Gila, más 2 etapas
- 1 etapa del Giro de Italia Femenino

## Resultados en Grandes Vueltas y Campeonatos del Mundo
Durante su carrera deportiva ha conseguido los siguientes puestos en las Grandes Vueltas femeninas y en los Campeonatos del Mundo en carretera:
| Carrera         | 2007 | 2008 | 2009 | 2010 | 2011 | 2012 | 2013 | 2014 | 2015 | 2016 |
| --------------- | ---- | ---- | ---- | ---- | ---- | ---- | ---- | ---- | ---- | ---- |
| Giro de Italia  | -    | -    | 2ª   | 1ª   | 10ª  | -    | 1ª   | 4ª   | 2ª   | 5ª   |
| Tour de l'Aude  | -    | -    | -    | 2ª   | X    | X    | X    | X    | X    | X    |
| Grande Boucle   | -    | -    | -    | X    | X    | X    | X    | X    | X    | X    |
| Mundial en Ruta | 44.ª | -    | 18.ª | -    | -    | -    | 37.ª | Ab.  | -    | -    |

-: no participa

Ab.: abandono

X: ediciones no celebradas

## Equipos
- Webcor Builders (amateur) (2007)
- Team Columbia Women (2008-2009)
  - Team Columbia Women (2008)
  - Team Columbia-HTC Women (2009)
- Peanut Butter & Co. TWENTY12 (amateur) (2010)
- Diadora-Pasta Zara (2011)
- Exergy TWENTY16 (2013)
- UnitedHealthcare Pro Cycling Women’s Team (2014)
- Wiggle (2015-2016)
  - Wiggle Honda (2015)
  - Wiggle High5 (2016)